# Krukenburg
Die Krukenburg gehört mit der Sababurg und der Trendelburg zum Trio der nordhessischen Burgen im Einzugsbereich des Reinhardswaldes. Sie befindet sich beim Bad Karlshafener Stadtteil Helmarshausen im Landkreis Kassel.

## Geographie
Die Höhenburgruine steht etwa 290 m nördlich des Dorfes Helmarshausen, einem unweit vom Nordende des Reinhardswaldes gelegenen Stadtteil von Bad Karlshafen sowie etwa 500 m südwestlich der Karlshafener Kolonie Nollendorf. Sie befindet sich auf dem 184,2 m ü. NHN hohen Waltersberg, dessen Gipfel etwa 80 m über einer Flussschleife der Diemel liegt; Letztere mündet 1,4 km nordwestlich der Ruine in der Karlshafener Kernstadt in die Weser.
Zu erreichen ist die Krukenburg, von Bad Karlshafen kommend, über die von der Bundesstraße 83 in Nollendorf etwa nach Südsüdwesten abzweigende Nebenstraße Graseweg und von Helmarshausen kommend über die von der B 83 nach Ostnordosten abzweigende Nebenstraße Am Krukenberg.

## Geschichte
Von den drei oben genannten Burgen ist sie die Burg mit der ältesten Geschichte. Auch bauhistorisch ist sie ein Sonderfall. Inmitten der Burganlage steht ein ab 1107 errichteter Kirchenbau, dessen Grundriss in Form eines Kreuzes um einen Rundbau (Rotunde) von über 13 m Durchmesser gebildet wird. Dieser Zentralbau wurde 1126 fertiggestellt und durch den Paderborner Bischof Heinrich II. von Werl Johannes dem Täufer geweiht, was darauf schließen lässt, dass hier zahlreiche Taufen stattfanden und an diesem Ort eine frühe christliche Kultstätte bestand, möglicherweise bereits lange vor der Gründung des Klosters Helmarshausen (997). Der Bau folgte dem Vorbild der Grabeskirche in Jerusalem. Die Pläne dazu soll einer der ersten Äbte des Klosters, Wino, von einer Jerusalem-Wallfahrt um 1030 mitgebracht haben (vgl. hierzu die Busdorfkirche, Paderborn).
Die Geschichte der Krukenburg ist eng mit der Geschichte des Ortes und des Klosters Helmarshausen verbunden. Wegen Streitigkeiten zwischen den Bistümern Köln, Paderborn und Trier begann man zwischen 1215 und 1220 mit dem Bau einer klassischen Burganlage um die Rundkirche und zum Schutz des Klosters. Die starken Mauern mit Türmen, ein Burggraben, das Burgtor und der Bergfried gehörten dazu und sind noch heute erkennbar erhalten. Die Erbauung der Befestigungen wird dem Kölner Erzbischof Engelbert I. von Köln zugeschrieben. Das Bistum Köln verpfändete die Burg im Jahr 1223 an Graf Hermann von Everstein. Im Jahr 1336 wurde die Burg dann an das Hochstift Paderborn verpfändet. Dieses erbaute 1338 das „Paderborner Haus“. Zu den jüngeren Gebäuden gehörte das „Mainzer Haus“ (Abtwohnung) und ein Wohnturm, der zwischen 1401 und 1405 entstand. Bis in die zweite Hälfte des 15. Jahrhunderts hinein war die Krukenburg fester Bestandteil der Landesherrschaft der Paderborner Bischöfe, vertreten durch Burgherren aus dem Hause  Wintzingerode, die seit 1377 über Pfandanteile verfügten. Streitigkeiten zwischen dem Hessischen Landgrafen Ludwig II. von Hessen und Paderborn führten 1465 zur Eroberung der Burg durch den Landgrafen. Die Burg kam 1479 unter hessischen Schutz. 1496 gelang es Paderborn einen Teil der Burg zurückzuerwerben und setzte einen Amtmann ein. Landgraf Moritz von Hessen-Kassel kaufte 1597 den Paderborner Anteil zurück. Nach 1617 verfiel die Burg allmählich, große Teile wurden später zur Materialgewinnung abgebrochen.
Die Krukenburgruine wurde in den 1970er Jahren restauriert.

## Tourismus

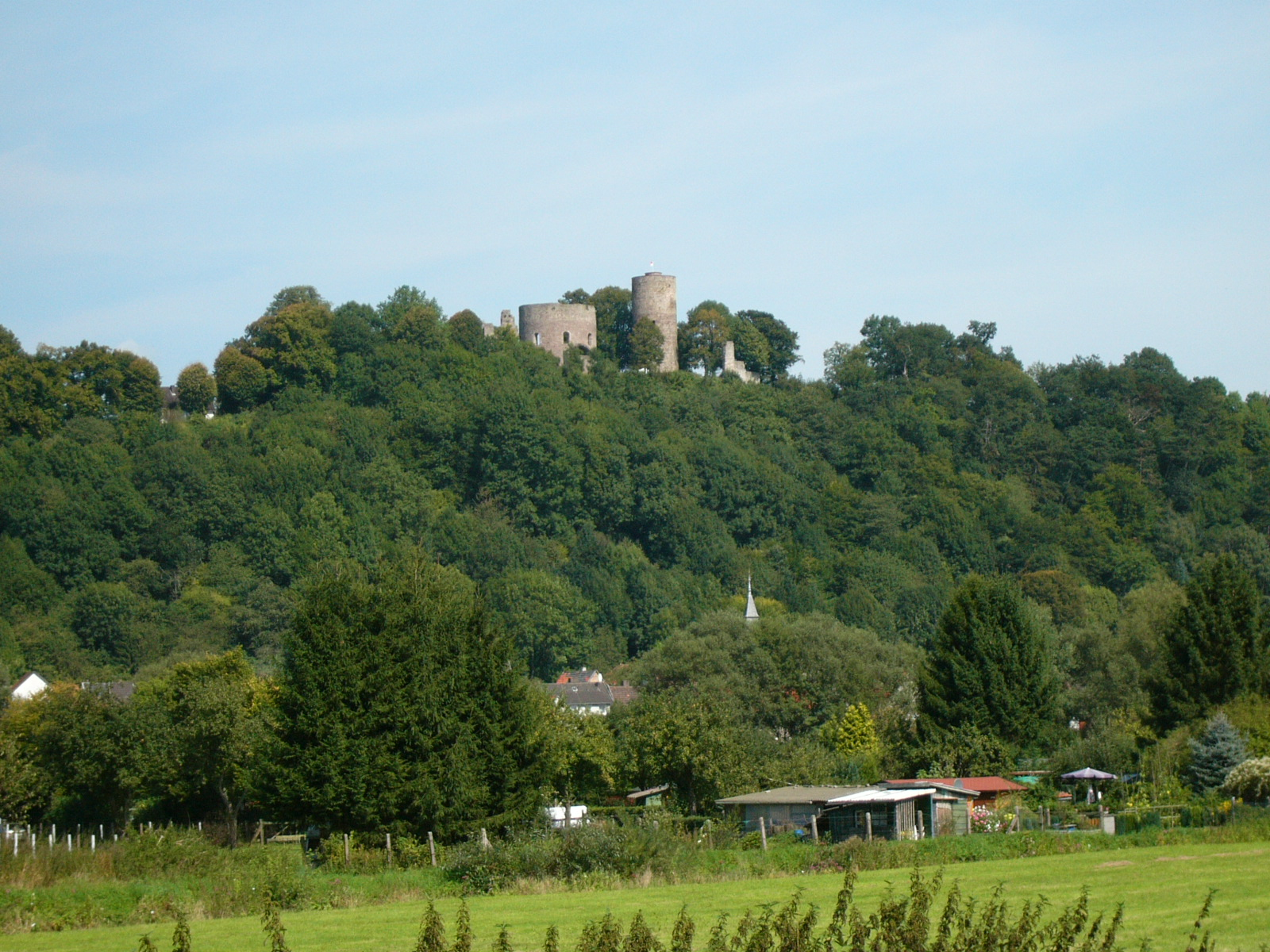
Blick von Süden aus dem Diemeltal zur Krukenburg

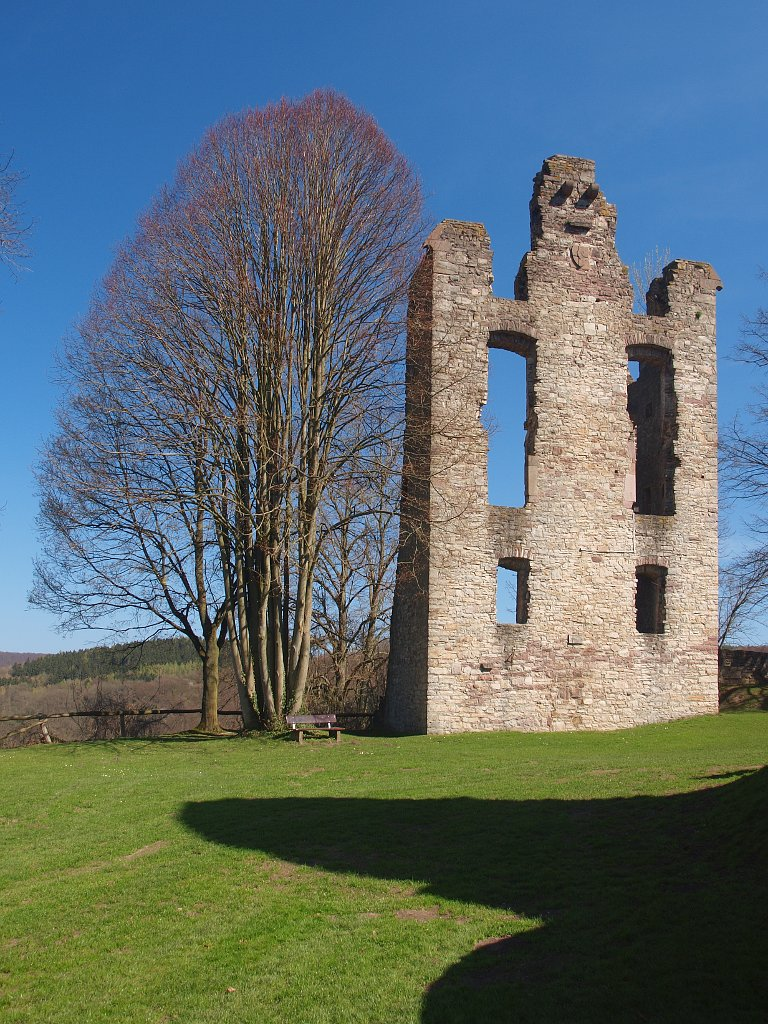
Paderborner Haus, Amtssitz eines bischöflichen Amtmannes

Die Krukenburgruine ist ein beliebtes Ausflugsziel. Der Bergfried ist besteigbar und bietet von seiner Aussichtsplattform einen Rundblick auf Teile des nordhessischen Berglandes und des Sollings, den alten historischen Ort Helmarshausen und das Klosterareal sowie Teile von Bad Karlshafen.
Etwa 220 m westsüdwestlich der Burgruine befindet sich in Helmarshausen das Café zur Krukenburg.
Rund 360 m nordnordöstlich liegt in Nollendorf ein Gebäudeensemble aus dem frühen 18. Jahrhundert, die ehemalige Schäferei mit einer über 300-jährigen Tradition in der Landwirtschaft und Schafzucht. Diese spätbarocke Hofanlage besteht aus einem Wohnhaus mit ehemaligem Bauerngarten und einer von 1703 stammenden Scheune. Letzteres Gebäude wurde ab 2001 neugestaltet (ausgezeichnet mit dem Hessischen Denkmalschutzpreis 2005) und ab 2003 als Café Schäferscheune genutzt; aktuell ist das Café geschlossen (Stand März 2017).